# 藤井奈々 (女流棋士)
藤井 奈々（ふじい なな、1998年3月31日 - ）は、日本将棋連盟（関西本部）所属の女流棋士。女流棋士番号は63。京都府宇治市出身。伊藤博文七段門下。立命館宇治高等学校卒業。立命館大学文学部日本史研究学域中退。

## 棋歴

### 女流棋士になるまで
小学3年の頃、知人の勧めで将棋を始める。
2011年7月、第3回中学生女子将棋名人戦・大阪大会に出場。本大会を目指し、後に女流棋士となる里見咲紀（里見が1学年上）、石本さくら（石本が1学年下）と対戦したが、里見と石本に敗れ、2勝2敗で本大会進出ならず。
2012年9月、関西研修会E2入会。
2014年7月の第50回全国高等学校将棋選手権大会女子個人で優勝し、2015年7月の第51回大会女子個人でも優勝して2連覇を果たした。決勝戦の相手は2年連続で石本さくらであった。
2017年2月12日、関西研修会の2月第1例会で3勝1敗とし、直近12局で9勝3敗となり、C1に昇級して「女流3級」となる権利を得た。資格申請を行い、2017年2月20日付で関西所属の女流3級となった。
女流3級1年目は7つの公式棋戦に参加して1勝もできず、7戦全敗で終えた。
2018年4月10日の第26期倉敷藤花戦1回戦で室田伊緒に勝ち、女流3級昇級から1年1か月で初勝利を挙げた。第8期リコー杯女流王座戦で一次予選を通過し、2018年6月6日の二次予選で中澤沙耶を破り、「女流王座戦本戦入り（女流1級への昇級条件）」とし、「『女流棋士昇段級規定』の女流1級に該当した場合」を満たして、同日付で女流2級に昇級し、正式な女流棋士となった。

### 女流棋士として
2018年12月27日、第41期女流王将戦予選決勝で山口絵美菜に勝って本戦進出を決め、女流1級への昇級条件「女流王将戦本戦入り」を満たし、同日付で女流1級に昇級した。
2019年度は年度成績で指し分け以上（8勝以上）の成績（10勝10敗）を挙げ、2020年4月1日付で女流初段に昇段した。
2024年12月3日、福島区の旧会館から移転し同日より公式戦が開始された新・関西将棋会館（高槻市）にて第7期清麗戦予選3回戦で岩崎夏子と対局。14時半過ぎに勝利し、新会館における最初の公式戦勝者となった。

## 棋風
振り飛車党。
糸谷哲郎は、藤井が2018年6月6日に女流2級昇級を決めた一局を「終盤はさすがの切れ味でした」と評した。なお、藤井は詰将棋創作を趣味としており、中学生の時に詰将棋パラダイスのスマホアプリに自作詰将棋を初めて投稿したところ、一発採用された経験を持つ。

## 人物
絵を描くのが趣味。2018年5月5日に行われた「第3回関西女流棋士フェスタ」の企画「お絵かき対決」で藤井は5枚の絵を描き、他の女流棋士3人が描いた絵と共に即売コーナーで売り出したところ、数分で完売した。北村桂香（共に京都府出身）は、2018年5月26日の将棋イベントで共演した折に藤井が描いてくれた似顔絵をTwitterで披露している。
2018年より将棋の観戦記者としても活躍している。2021年の第34期竜王戦七番勝負第3局・藤井聡太－豊島将之（読売新聞）の観戦記で、2022年の第34回将棋ペンクラブ大賞優秀賞（観戦記部門）を受賞している。

## 昇段・昇級履歴
研修会
- 2012年09月00日 ： 関西研修会入会（E2クラス）
- 2017年02月12日 ： 関西研修会C1クラス昇級 = 女流3級資格 [1]

女流棋士
- 2017年02月20日 ： 女流3級（関西研修会C1クラス昇級）[1]
- 2018年03月06日 ： 女流2級（女流王座戦本戦入り = 『女流棋士昇段級規定』の女流1級に該当）[2]
- 2018年12月27日 ： 女流1級（女流王将戦本戦入り）[9]
- 2020年04月01日 ： 女流初段（年度成績指し分け以上・8勝以上／2019年度10勝10敗）[10][18]

## 主な成績

### 在籍クラス
| 2021 | 1 | 順位決定トーナメント戦30位 | 順位決定トーナメント戦30位 | 順位決定トーナメント戦30位 | 順位決定トーナメント戦30位 | 順位決定トーナメント戦30位 |     |
| 2022 | 2 |                            |                            |                            | C09                        |                            | 4-4 |
| 2023 | 3 |                            |                            |                            | C09                        |                            | 3-5 |
| 2024 | 4 |                            |                            |                            | C15                        |                            | 2-6 |
| 2025 | 5 |                            |                            |                            |                            | D02                        |     |
| 女流順位戦の 枠表記 は挑戦者。右欄の数字は勝-敗(番勝負/PO含まず)。 順位戦の右数字はクラス内順位 ( x当期降級点 / *累積降級点 / +降級点消去 ) |   |                            |                            |                            |                            |                            |     |

### 年度別成績
- 2024年度
  - 年度成績：23局 10勝13敗・勝率0.4347 [19]
  - 通算成績：149局 59勝90敗・勝率0.3959（2025年3月31日対局分まで）[20]

## 表彰
- 第34回将棋ペンクラブ大賞（2022年） - 優秀賞（観戦記部門）[17]